# فارس الحلو
فارس الحلو (15 أغسطس 1961 -)، ممثل سوري.

## مشواره المهني
فارس الحلو مسيحي ولد في مشتى الحلو. تخرّج من المعهد العالي للفنون المسرحية في عام 1984 و تم تعينه كعضو نقابة الفنانين بدمشق في 30 يوليو 1984،
عام 2006 أسس ورشة البستان للثقافة والفنون وهي تجمع نقابي قانوني يهدف إلى تنشيط الحراك الثقافي ودعماً للسياحة الثقافية من خلال إقامة ملتقيات فنية في النحت والموسيقا والرسم والفنون الأخرى كالتصوير الضوئي ويرافق ذلك ورشات للأطفال لتعليمهم مبادئ فن النحت والرسم وتركيب الفسيفساء وطريقة تصوير الفيلم السينمائي..
له نشاط ملحوظ بشأن التأمين على حياة الفنيين والفنانين، وأنشطة فنية وثقافية متعددة.

### حياته الأسرية
تزوج من الممثلة سلافة عويشق ولهما ابنتان.

### موقفه من الثورة السورية
في مارس 2011 عند اندلاع الثورة السورية أعلن وقوفه مع ثورة الشعب وخرج مع صفوف المتظاهرين ليفرج عنه لاحقا سافر بعدها إلى فرنسا بعد تهديدات طالته ومضايقات من النظام حسب قوله
وفي العام 2014، أصدرت محكمة القضاء المختص بدمشق مذكرة “مصادرة أملاك” بحق شخصيات حكومية ووزارية رسمية سابقة ومعارضين ومنشقين عن الجيش العربي السوري ومنهم فارس الحلو

## أعماله

### مسلسلات
- (2015):Le Bureau des légendes
- (2015):وجوه وأماكن
- (2011):الحسن والحسين
- (2011): دليلة والزيبق
- (2011): كشف الأقنعة
- (2010): لعنة الطين
- (2010): تخت شرقي
- (2010): الزلزال
- (2009): آخر أيام الحب
- (2009): الحصرم الشامي ج3
- (2008): الحصرم الشامي ج2
- (2007): الحصرم الشامي ج1
- (2006): الوردة الأخيره
- (2006): حسيبة
- (2006): مدرسة الاستاذ بهجت
- (2003): عربيات
- (2002): زمان الوصل
- (2001): شام شريف
- (2001): أحلام لا تموت
- (2000): سيرة آل الجلالي
- (1999): آخر أيام التوت
- (1998): البحر أيوب
- (1998):الثريا
- (1998) : خان الحرير الجزء الثاني
- (1997): الفراري
- (1996): أحلام أبو الهنا
- (1996): صوت الفضاء الرنان
- (1995): مرايا
- (1994): نهاية رجل شجاع
- (1994): عيلة خمس نجوم
- (1992): سكان الريح
- (1989):الذئاب

### مسـرح
- (1992): سوبر ماركت داريو فو أيمن زيدان
- (1989): فضيحة في الميناء داريو فو أيمن زيدان
- (1988): سكان الكهف وليام سارويان فواز الساجر
- (1984): مغامرة رأس المملوك جابر سعدالله ونوس جواد الأسدي
- (1984): قصة موت معلن غابرييل غارثيا ماركيز مانويل جيجي

### سـينما
- (2021): حكاية ممثل خرج عن النص [4]
- (2019): كوميدي في مأساة سورية
- (2010): دمشق مع حبي
- (2008): التجلي الأخير لغيلان الدمشقي
- (2007): حكاية كل يوم
- (2005): علاقات عامة
- (2005): تحت السقف
- (2005): أحلام منتصف الظهيرة
- (2002): صندوق الدنيا
- (1997): نسيم الروح
- (1992): الليل

## جوائز
- نال جائزة أفضل ممثل في مهرجان فالنسيا السينمائي الدولي 2007 (أوروبا) عن فيلم علاقات عامّة[5]

## روابط خارجية
- فارس الحلو على موقع IMDb (الإنجليزية)
- فارس الحلو على موقع قاعدة بيانات الأفلام العربية
- فارس الحلو على موقع ألو سيني (الفرنسية)
- فارس الحلو على موقع قاعدة بيانات الفيلم (الإنجليزية)
- فارس الحلو على موقع كينوبويسك (الروسية)